# Episodi di Sei donne - Il mistero di Leila
La prima stagione della serie televisiva Sei donne - Il mistero di Leila, composta da 6 episodi, è stata trasmessa in prima visione su Rai 1 ogni martedì dal 28 febbraio al 14 marzo 2023 in tre prime serate.
| nº | Titolo     | Prima TV         |
| -- | ---------- | ---------------- |
| 1  | Episodio 1 | 28 febbraio 2023 |
| 2  | Episodio 2 | 28 febbraio 2023 |
| 3  | Episodio 3 | 7 marzo 2023     |
| 4  | Episodio 4 | 7 marzo 2023     |
| 5  | Episodio 5 | 14 marzo 2023    |
| 6  | Episodio 6 | 14 marzo 2023    |

## Episodio 1
- Diretto da: Vincenzo Marra
- Scritto da: Ivan Cotroneo & Monica Rametta

### Trama
Il PM della Procura di Taranto Anna Conti e l'ispettore Emanuele Liotta indagano sulla scomparsa della giovane Leila e del patrigno Gregorio Mantoni. Michela, sorella di Giulia, la madre di Leila morta qualche anno prima cadendo sugli scogli, racconta alla Conti di aver chiesto con forza l'affidamento di Leila. Bisogna capire se l'adolescente è scappata con il patrigno, che usa sniffare cocaina come prova un referto, o se è stata rapita dall'uomo. La vicina di casa Viola Razzieri sostiene di averli sentiti e visti dallo spioncino lasciare il loro appartamento con delle valigie. Anna è incuriosita dal tipo di rapporto che c'era tra Leila, l'amica Aysha e Alessia, la loro insegnante di atletica leggera.
- Altri interpreti: Gianfelice Imparato (Marcello Trifoni), Giorgio Consoli (Leonardo Bocci), Eleonora Siro (professoressa di Leila), Valerio Tambone (professore di Leila), Erika Suppressa (Ilaria).
- Ascolti: telespettatori 2 776 000 – share 15,00%[3].

## Episodio 2
- Diretto da: Vincenzo Marra
- Scritto da: Ivan Cotroneo & Monica Rametta

### Trama
L'ispettore Liotta comunica ad Anna Conti di voler cessare la collaborazione visto il suo modo di lavorare ma la PM lo intenerisce con la sua storia personale convincendolo a restare. In un ATM di Bari Vecchia viene effettuato un prelievo con la carta di Gregorio Mantoni e Anna Conti vi si reca accompagnata da Liotta e da Michela; durante il viaggio, la ragazza racconta che sua sorella Giulia era morta davanti alla casa al mare dove era andata con il marito mentre Leila era in campeggio con lei e che successivamente la nipote, per superare il trauma, si era rifugiata nell'atletica leggera. L'auto di Gregorio viene ritrovata in un parcheggio del porto di Bari con all'interno un impermeabile di Leila. Anna scopre che Michela era l'amante del primario Onofri, che Gregorio aveva usato quell'informazione per creare dicerie nella clinica e che lo stesso professore l'aveva allontanata rinfacciandole di averla raccomandata per il posto. Michela non vuole essere giudicata dalla PM e, dopo aver fatto una strana telefonata che fa intendere che sia in qualche modo coinvolta nel caso, torna a Taranto in treno; da un flashback si capisce come Gregorio, dopo la morte della moglie, si fosse invaghito di Michela che però lo aveva rifiutato. Una volta tornata a casa, Anna rivede dopo tanto tempo il figlio Tiziano, che studia negli Stati Uniti; per l'occasione Anna ha concesso a Roberto di tornare a dormire a casa dato che il ragazzo non sa nulla della loro separazione.
- Altri interpreti: Michele De Virgilio (Luigi Onofri), Anna Terio (Benedetta).
- Ascolti: telespettatori 2 776 000 – share 15,00%[3].

## Episodio 3
- Diretto da: Vincenzo Marra
- Scritto da: Ivan Cotroneo & Monica Rametta

### Trama
Anna Conti e Liotta interrogano Alessia e il suo fidanzato Enrico Mazzi sospettando che questo sia stato picchiato dal patrigno di Leila ma l'insegnante racconta che è stata lei stessa a picchiarlo durante un forte litigio collegato al fatto che la ragazza ha subito un trauma da ragazzina quando veniva molestata dallo zio. La Conti pensa che Enrico abbia abusato di Leila e che per questo Gregorio lo aveva pestato. La PM fa ritrovare di proposito l'astuccio di Leila nel giardino di Mazzi per metterlo all'angolo ma è costretta a rilasciarlo quando in Procura arriva un messaggio vocale di Leila alla zia nel quale la ragazza dice di star bene promettendole che un giorno si rivedranno.
- Altri interpreti: Fausto Maria Sciarappa (Lorenzo).
- Ascolti: telespettatori 3 254 000 – share 17,40%[4].

## Episodio 4
- Diretto da: Vincenzo Marra
- Scritto da: Ivan Cotroneo & Monica Rametta

### Trama
Il Procuratore Trifoni dà un ultimatum alla Conti visti gli scarsi risultati conseguiti finora. Le impronte digitali della vicina di casa Viola Razzieri vengono ritrovate dappertutto nell'appartamento dei Mantoni e si scopre che aveva avuto una relazione segreta con Gregorio. Anna Conti sospetta che Viola stia coprendo Gregorio. Liotta viene preso di mira da Tiziano, il figlio di Anna, che pensa possa essere il suo amante: prima taglia le gomme della sua auto e poi lo ferma per strada tirandogli un pugno. Tiziano reagisce poi in malo modo quando il padre gli racconta di essere stato lui a tradire la madre e non il contrario. Viola capisce di essere seguita da un'auto e chiama la polizia: quando scopre che si tratta dell'ispettore Liotta s'infuria dicendogli che non può pedinarla dato che non è indagata. La Conti si concentra ora quindi su Aysha essendo convinta che sappia molto di più sulla scomparsa di Leila.
- Altri interpreti: Gianfelice Imparato (Marcello Trifoni), Giulia Fiume (Giulia), Alioune Badiane (Atou).
- Ascolti: telespettatori 3 254 000 – share 17,40%[4].

## Episodio 5
- Diretto da: Vincenzo Marra
- Scritto da: Ivan Cotroneo & Monica Rametta

### Trama
Roberto dice ad Anna che la sua nuova compagna Laura è rimasta incinta e così l'ex moglie lo manda via a malo modo. Anna interroga Aysha in presenza di sua madre facendosi raccontare nei dettagli che tipo di rapporto aveva con Leila; la PM infastidisce la ragazza quando le dice che un testimone ha raccontato che Gregorio aveva aggredito suo fratello Atu per aver stalkerizzato Leila. La professoressa Vinti racconta ad Anna che Leila aveva ricevuto la visita di un ragazzo che Aysha identifica in Fabio Leone sminuendo però l'importanza della relazione tra i due. Il figlio di Anna, che ha saputo dal padre dei suoi problemi di alcol, chiede scusa a Emanuele Liotta confidandosi con lui; l'ispettore cerca di far capire alla PM che deve smettere di bere anche per il bene di suo figlio. Aysha, mentre fa la doccia, scoppia in lacrime quando con un flashback ricorda di quando Leila le confidò di pensare al suicidio perché Gregorio abusava di lei. Anna ed Emanuele parlano con Fabio Leone che racconta loro di aver frequentato Leila solamente nel periodo estivo quando veniva in vacanza a Polignano a Mare fino a quando un giorno la ragazza lo allontanò e lo bloccò senza apparente motivo.
- Altri interpreti: Giulia Fiume (Giulia), Alioune Badiane (Atou), Renata Di Leone (madre di Aysha), Giusy Frallonardo (professoressa Vinti).
- Ascolti: telespettatori 3 111 000 – share 15,80%[5].

## Episodio 6
- Diretto da: Vincenzo Marra
- Scritto da: Ivan Cotroneo & Monica Rametta

### Trama
Anna capisce che Gregorio aveva abusato di Leila dalle farfalle sulle pareti che la ragazzina aveva descritto in una lettera; Leila aveva finito quindi per allontanare Fabio per vergogna. Il ragazzo ha raccontato anche di aver dovuto aiutare la madre di Leila con la riparazione del suo PC e che la donna gli aveva detto che nel frattempo avrebbe usato quello di Gregorio. Con un flashback si capisce che Giulia aveva trovato delle foto di ragazzine in lingerie sul pc di Gregorio e che si era scagliata contro di lui dicendogli che, quando fossero tornati a Taranto, lui si sarebbe dovuto rivolgere a uno psichiatra; Gregorio in un raptus aveva così spinto Giulia dal balcone di casa facendola cadere sugli scogli sottostanti e inscenando poi il suicidio. Una volta tornati a Taranto, Anna ed Emanuele finiscono per baciarsi e per fare l’amore nonostante lui sia fidanzato con un ragazzo; più tardi la PM chiede all'ispettore di continuare a darle del lei. Anna dice al figlio Tiziano che può anche non continuare l'università in America se non se la sente, di non preoccuparsi per lei e di avere sempre un bel rapporto con il padre. Il giorno dopo la PM convoca la zia di Leila, la sua allenatrice e la vicina di casa per comunicare loro di avere intenzione di chiedere l'archiviazione del caso perché non c'è notizia di reato: Gregorio ha la responsabilità genitoriale di Leila e non ci sono indizi che fanno pensare che la abbia portata via contro la sua volontà. Tuttavia fa capire loro che Gregorio potrebbe avere un problema sessuale che lo porta a essere violento e che potrebbe aver ucciso Giulia dopo che questa aveva scoperto le foto sul pc; inoltre, pochi giorni dopo il presunto suicidio di Giulia, l'uomo ha poi comprato un pc nuovo come appurato da Anna. La PM ha ben capito che Leila ha ucciso Gregorio in casa prima e che è stata aiutata nel depistaggio proprio da Aysha, dalla zia Michela, dalla vicina Viola e dall’insegnante Alessia la quale aveva subito una violenza in prima persona quando era adolescente; il corpo sarebbe stato occultato dalle donne e Leila sarebbe stata fatta sparire con l'aiuto di Enrico Mazzi facendo intendere che sia partita con il patrigno. Le tre donne non confermano e non smentiscono la tesi della PM dicendole che non ha prove certe a sostegno. Anna ne prende atto ma fa entrare nel suo ufficio anche Aysha facendole capire che può aiutare lei e Leila a uscirne dato che sono solo due ragazzine. Aysha dice a Leila che forse è meglio affrontare la cosa invece che scappare a vita. Francesco ed Emanuele chiedono ad Anna di essere la testimone della loro unione civile sorprendendola un po'. La PM decide di smettere di bere e svuota la sua fiaschetta nel lavandino in bagno. Poco dopo nel corridoio della Procura incontra Leila che si dice intenzionata a raccontarle tutto.
- Altri interpreti: Giulia Fiume (Giulia), Alioune Badiane (Atou).
- Ascolti: telespettatori 3 111 000 – share 15,80%[5].